# Eleccions generals japoneses de març de 1898
Les cinquenes eleccions generals japoneses (第5回衆議院議員総選挙, Dai-go-kai Shūgiin Giinsō Senkyo) es van celebrar el 15 de març de 1898, per tal de renovar els 300 membres de la Cambra de Representants del Japó. Foren les primeres eleccions fetes passats tres anys des de les anteriors. El Partit Liberal (PL) va obtindre 105 escons, perguent dos en relació amb les anteriors eleccions però romanent encara com el partit amb més escons de la cambra. Molt a prop del PL, amb només dos escons menys va quedar el Partit Progressista (PP), amb 103 escons.
Només uns mesos després d'aquestes eleccions, el PL i el PP es van fussionar, creant així el Partit Constitucional (PC), el qual va comptar amb una aclaparadora majoria de dos terços a la cambra baixa. Davant d'aquests esdeveniments, l'Emperador Meiji va encomanar la creació d'un gabinet amb Shigenobu Ōkuma, lider del PC, com a Primer Ministre del Japó, creant així el primer govern de partit de la història del país.
D'idèntica manera que a les anteriors eleccions, el dret al sufragi estava dràsticament limitat. Els únics subdits amb possibilitat d'emetre vot eren els varons majors de 25 anys que pogueren pagar 15 iens o més en impostos nacionals i que hagueren residit en la seua prefectura des d'almenys un any abans de les eleccions. Només els subdits varons de més de 30 anys que no foren membres de l'estament nobiliari o kazoku o de la Família Imperial del Japó en qualsevol de les seues branques, podien presentar-se per a l'elecció com a membre de la Cambra de Representants. La cambra baixa estava formada per 300 escons i el mètode d'elecció es basava en un sistema mixt entre l'escrutini majoritari uninominal i l'escrutini majoritari plurinominal. Hi hagueren 214 circumscripcions uninominals i 43 circumscripcions plurinominals en les quals es triaven els 86 representants restants. Hi va haver 517.299 persones amb dret a vot, el que només era un 1% de la població total del país; la participació fou del 87,50% de l'electorat, un lleuger augment en relació amb els anteriors comicis. Van ser les primeres eleccions on la participació va augmentar en lloc de disminuir.

## Resultats
|                                  |                     |         |       |        |     |
| Partit                           | Partit              | Vots    | %     | Escons | +/– |
|                                  | Partit Liberal      | n/a     | n/a   | 105    | 2   |
|                                  | Partit Progressista | n/a     | n/a   | 104    | Nou |
|                                  | Associació Nacional | n/a     | n/a   | 29     | 3   |
|                                  | Club Yamashita      | n/a     | n/a   | 26     | Nou |
|                                  | Club dels Camarades | n/a     | n/a   | 13     | Nou |
|                                  | Independents        | n/a     | n/a   | 23     | 13  |
| Total                            | Total               | n/a     | 100   | 300    | =   |
|                                  |                     |         |       |        |     |
| Vots vàlids                      | Vots vàlids         | 396.046 | n/a   |        |     |
| Vots nuls                        | Vots nuls           | n/a     | n/a   |        |     |
| Participació                     | Participació        | 452.637 | 87,50 |        |     |
| Cens                             | Cens                | 517.299 |       |        |     |
| Font: Statistics Bureau of Japan |                     |         |       |        |     |